# Іванковецький
Іванкове́цький — демонтований  зупинний пункт Жмеринської дирекції Південно-Західної залізниці, розташований на дільниці Старокостянтинів I — Гречани між зупинними пунктами Осташки (відстань — 3 км) і Олешин (2 км). Відстань до ст. Старокостянтинів I — 47 км, до ст. Гречани  — 5 км.
Відкритий 1954 року. Станом на квітень 2013 року демонтований, платформа відсутня.